# كسانو مانياغو
' كسانو مانياغو هي بلدية في مقاطعة فريزة، لومبارديا، إيطاليا .

## مشاهير
- إيفان باسو (مواليد 1977)، بطل سباق الدراجات على الطريق
- أومبرتو بوسي (مواليد 1941) ، سياسي ولد هنا
- ليا ديل بو روسي (1903-1978) ، باحثة طبية ولدت هنا